# Discovery Centre
Het Discovery Centre, ook bekend als de Discovery Suites, is een wolkenkrabber in Pasig City, Filipijnen. De bouw van de toren, die staat aan 25 ADB Avenue, begon in 1997 en werd in 1999 voltooid.

## Ontwerp
Discovery Centre is 167 meter hoog en telt 40 verdiepingen. De onderste 20 etages bevatten het hotel de "Discovery Suites", de 20 lagen daarboven bevatten kantoorruimte. Het postmodernistische gebouw bevat naast een daktuin op de 36ste verdieping, ook meerdere restaurants, een kuuroord, een zakencentrum en een buitenzwembad.